# Зінов'єва-Орлова Олена Петрівна
Оле́на Петрі́вна Зіно́в'єва (* 1980) — українська важкоатлетка. Майстер спорту (1997), майстер спорту міжнарлдного класу (1998).

## З життєпису
Народилася 1980 року в місті Запоріжжя. Закінчила Запорізький університет (2002).
Триразова чемпіонка (2002, ривок — 80, поштовх — 97,5, сума двоборства — 177,5 кг) у ваговій категорії до 48 кг, срібна (2003), бронзова (Чемпіонат світу з важкої атлетики 1999) призерка чемпіонатів Європи.
Срібна призерка чемпіонату Європи серед юніорок (Софія, 1998). Багаторазова чемпіонка України (1996—2003).
Встановила 2 рекорди Європи серед юніорок (2000), близько 20 рекордів України у вагових категоріях до 48 та 53 кг.
Виступала за спортивні товариства «Україна», «Спартак» (Запоріжжя), ЗС України. Тренер — М. Дубов.
Надалі — директорка школи Жаботинського в Запоріжжі; виховує доньку